# Elisabetta Ripani
Elisabetta Ripani (n. 30 martie 1986, Grosseto, Toscana, Italia) este o politiciană italiană, membru al Camerei Deputaților din Italia (2018–2022).